# تپه چهارجو
تپه چهارجو مربوط به سده‌های اولیه دوران‌های تاریخی پس از اسلام است و در شهرستان جاجرم، بخش مرکزی، ۳ کیلومتری جنوب غرب شهر درق واقع شده و این اثر در تاریخ ۲۶ دی ۱۳۸۶ با شمارهٔ ثبت ۲۰۶۰۳ به‌عنوان یکی از آثار ملی ایران به ثبت رسیده است.